# 鈴商
株式会社鈴商（すずしょう）とは、愛知県名古屋市に存在した自動車関連企業である。

## 概要
1973年に保険業務を行う「鈴和損保」として設立。3年後の1976年に自動車販売業務を行う「マイカーセンター鈴和」を設立し、翌1977年に会社名を「鈴商」に改めた。当時の会社所在地は愛知県名古屋市名東区梅森坂3-2115。
自動車パーツのオンライン販売、中古車販売、中古レーシングカー販売を主に行っていた。また、点火プラグのメーカーチャンピオンとブレーキパッドメーカー「フェロード（en:Ferodo）」の正規販売店でもあった。他にもスポーツカー、バーキンの輸入・販売も行っていた。
鈴商では、2004年に国土交通省から自動車メーカーとしての承認を得て、自動車の国内製造・発売の許可を取得し、スポーツカー「スパッセ」の製造・販売を開始した。さらに2009年には東京モーターショーに初出展し、スパッセと、新たに開発中の2シータースポーツカー「スパッセV」を出展した。
しかし2011年7月、鈴商は同月9日をもって廃業することを発表した。休業の理由や今後の動向について鈴商側からの公式なアナウンスは一切無かった。2020年現在、当時の会社所在地には既に葬儀場が建てられており、法人としては完全に消滅した模様。

## 沿革
- 1973年 - 鈴和損保を設立。
- 1976年 - マイカーセンター鈴和を設立。
- 1977年 - 株式会社鈴商を設立。
- 1978年 - 外国自動車輸入協同組合（FAIA）に加入。
- 1986年 - 資本金を1000万円に増資、愛知県自動車販売商工組合に加入、外国自動車整備組合に加入。
- 2000年 - 資本金を3000万円に増資。
- 2004年 - 「スパッセ」販売開始。
- 2009年 - 「スパッセV」を東京モーターショーで発表。エンジンはスパッセと異なり、マツダ製を搭載する。
- 2011年 - 廃業